# 朱祖良
朱祖良（1945年—），江苏无锡人。中华人民共和国政治人物。

## 生平
毕业于复旦大学物理二系放射化学专业，后进入国防科技工业委员会、第二机械工业部、核工业部第九研究院工作。1993年，担任中国工程物理研究院副院长。1999年，升任院长，为中共第十六届中央候补委员。2007年，补选为中央委员，但在随后召开的中共十七大上没有当选为中央委员或候补委员，致使他的中央委员任期只有十天，成为中共任期最短的中央委员之一。